# New York City Center

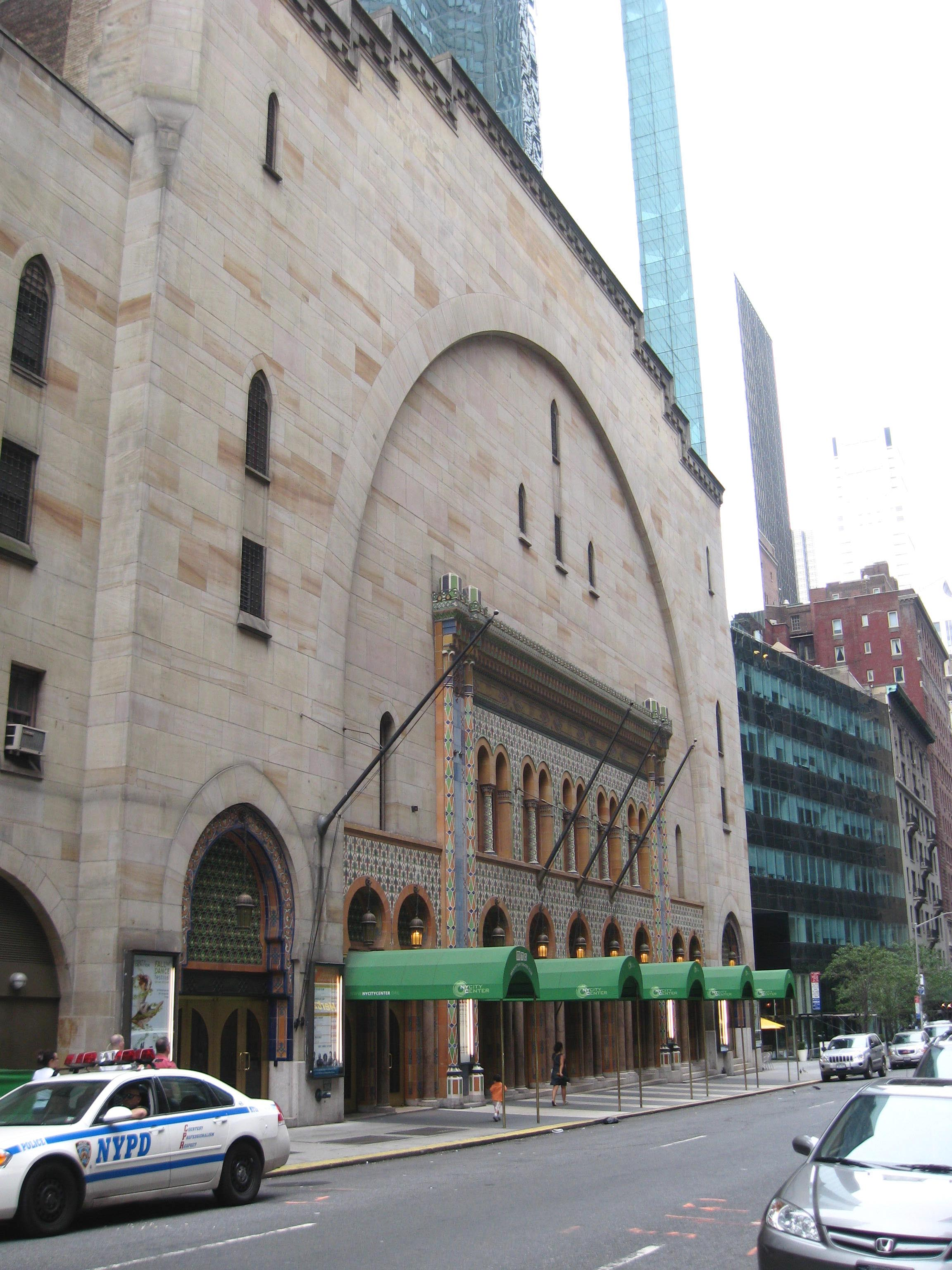
Das New York City Center

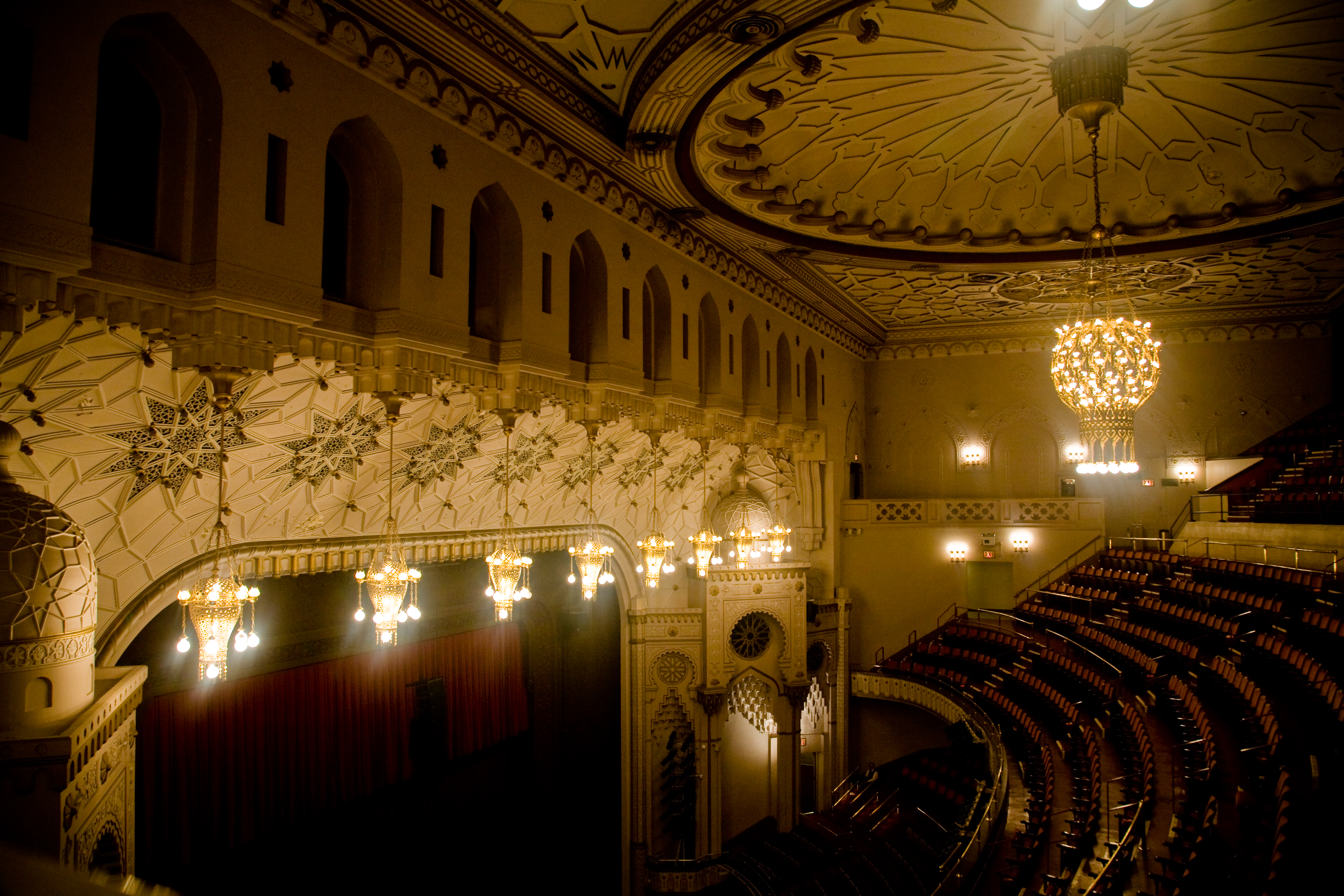
Innenansicht

Das New York City Center (früher City Center of Music and Drama) ist ein gemeindeeigener Veranstaltungssaal der Stadt New York, der heute vor allem als Tanztheater genutzt wird. Das auffällige Gebäude im maurischen Stil an der Adresse 131 West 55th Street zwischen 6th Avenue und 7th Avenue in Midtown Manhattan geht auf ein Bauprojekt der freimaurerischen Organisation Shriners zurück.

## Geschichte
Das Gebäude hieß ursprünglich Mecca Temple, wurde 1923 errichtet und Ende 1924 eingeweiht. Architekt war Harry P. Knowles. Das erste öffentliche Konzert fand 1925 statt, es konzertierte die Band von John Philip Sousa.
Der „maurische“ Charakter des Gebäudes kommt in der vor kurzem renovierten gekachelten Kuppel, aber auch im Inneren des Gebäudes zum Ausdruck.
Der Bau des „Tempels“ der Shriners (so der offizielle Name ihrer Versammlungsorte) wurde durch eine 20-jährige, mit 5 % verzinste Bauanleihe finanziert – die emittierende Vereinigung wurde aber im Zuge der Weltwirtschaftskrise insolvent. Die Mecca Shriners konnten auch die Steuern für das Gebäude nicht mehr finanzieren und so wurde es Eigentum der Stadt. In den frühen 1940er Jahren schien das ungewöhnliche Gebäude zum Abbruch bestimmt, aber Newbold Morris, Präsident des New York City Council, und Bürgermeister Fiorello LaGuardia entschieden, es in ein Haus der darstellenden Künste umzuwandeln. Am 11. Dezember 1943 wurde das New York City Center of Music and Drama mit einem Konzert der New Yorker Philharmoniker eröffnet.
Die Ballets Russes de Monte Carlo trat hier 1944–1948 auf, die New York City Opera 1944 bis 1964 und das New York City Ballet 1948–1966. Durch das neue Lincoln Center for the Performing Arts verlor das Haus an Bedeutung. Wieder schien der Abbruch unmittelbar bevorzustehen, er wurde aber durch eine Ausrichtung in Richtung modernes Tanztheater erneut verhindert.
Die Besucherkapazität des Hauptsaales beträgt 2.257 Personen. Ab 1984 kamen zwei weitere kleine Säle mit Kapazitäten für 300 und 150 Personen hinzu.